# 邦达齿突蟾
邦达齿突蟾（学名：Scutiger bangdaensis），一种于中国西藏自治区东部八宿县邦达镇发现的两栖动物，隶属于角蟾科齿突蟾属。

## 形态特征
邦达齿突蟾体形中等，雄蟾体长约45-50mm，雌蟾约48-50mm。身体背面呈灰橄榄色，具有大小不等的疣粒，体侧疣粒大而稀疏；腹面呈浅米黄色。